# 무적의 하트/STAND BY YOU
〈무적의 하트/STAND BY YOU〉(일본어: 無敵なハート/STAND BY  YOU 무테키나하토/스탄도바이유[*])는 일본의 가수 쿠라키 마이의 40번째 CD 싱글이다. 2014년 8월 27일에 노던 뮤직에서 발매됐다.
전 싱글인 〈Wake me up〉부터 약 반년만이 되는 싱글이다. CD 싱글로는 〈TRY AGAIN〉 이래로 약 1년 반만이다. 데뷔 15주년을 맞는 쿠라키 마이의 15주년 YEAR 제3탄 발매 작품으로 발표됐다. CD 싱글은 〈무적의 하트/STAND BY YOU〉(초회반A, 통상반, FC & Musing반)과 〈STAND BY YOU/무적의 하트〉(초회반B)의 2개의 제목으로 발매됐다. 일반적으로는 초회반A, 초회반B, 통상반 3가지 형태로 발매. 팬 클럽 회원과 Musing 회원 한정으로 FC & Musing반도 발매. 4가지 형태와도 자켓 사진이 다르다. FC & Musing반에서는 특전으로 〈무적의 하트〉 Music Clip 메이킹 영상 시청 URL·MAI KURAKI ORIGINAL 휴대전화 대기 화면 다운로드 URL·QR 코드가 붙어있다.
〈무적의 하트〉는 〈PUZZLE〉이나 〈FUTURE KISS〉에서 쿠라키의 새로운 매력을 끌어낸 히라가 타카히로와 모치즈키 유에의 콤비로 작곡된 곡이다. 강하게 진격하는 쿠라키의 가사가 살아있는 임팩트 대의 후렴이 인상적인, 댄스에 적합한 곡목으로 되어있다. 요미우리 TV 닛폰 TV계 애니메이션 《명탐정 코난》 닫는 곡이며, 〈TRY AGAIN〉 이래로 1년 3개월 반만의 코난 타이업(엔딩으로는 〈사랑에 사랑해서〉 이래로 1년 반). 쿠라키로는 17번째가 되는 《명탐정 코난》의 타이업이다(닫는 곡으로는 8번째). 또, 2014년 12월 26일에 방송된 《명탐정 코난: 코난 실종사건 ~사상 최악의 이틀~》에서는 삽입곡으로 사용됐다. 12월 3일에는 후지 TV계 《2014 FNS 가요제》에서 보였다.
〈STAND BY YOU〉는 BS닛테레 《쿠라키 마이 캄보디아의 시 : 그것이 꿈의 시작이 된다》 (2014년 9월 20일 방송) 테마송. 쿠라키의 보컬이 매력적인 미디엄 곡이며, 2014년 3월에 국제 협력 관계 “어떻게든 해야돼! 프로젝트”의 일환으로 캄보디아를 방문한 쿠라키가, 현지의 아이들과의 접촉으로부터  격려되어서 이 곡이 탄생했다. 2014년 8월 29일 방송의 《뮤직 스테이션》에서 보였다.

## 수록곡
| #            | 제목                            | 작사         | 작곡                           | 편곡                     | 재생 시간 |
| ------------ | ------------------------------- | ------------ | ------------------------------ | ------------------------ | --------- |
| 1.           | 〈무적의 하트〉                 | 쿠라키 마이  | 히라가 타카히로, 모치즈키 유에 | 사토 슌, 타지리 히로카즈 | 3:25      |
| 2.           | 〈STAND BY YOU〉                | 쿠라키 마이  | 토쿠나가 아키히토              | 토쿠나가 아키히토        | 5:26      |
| 3.           | 〈무적의 하트 (Instrumental)〉  |              |                                |                          | 3:25      |
| 4.           | 〈STAND BY YOU (Instrumental)〉 |              |                                |                          | 5:22      |
| 총 재생 시간 | 총 재생 시간                    | 총 재생 시간 | 총 재생 시간                   | 총 재생 시간             | 17:39     |

| #            | 제목                            | 재생 시간 |
| ------------ | ------------------------------- | --------- |
| 1.           | 〈STAND BY YOU〉                | 5:24      |
| 2.           | 〈무적의 하트〉                 | 3:27      |
| 3.           | 〈STAND BY YOU (Instrumental)〉 | 5:24      |
| 4.           | 〈무적의 하트 (Instrumental)〉  | 3:24      |
| 총 재생 시간 | 총 재생 시간                    | 17:40     |

DVD(초회반A·초회반B에 수록)
〈무적의 하트〉 Music Clip(초회반A에만 수록)
〈STAND BY YOU〉 Music Clip(초회반B에만 수록)